# Якши
Якши или Якшичи са властелска фамилия от времето на деспот Георги Бранкович.
Родоначалник на династията е Якша – велик войвода и пръв пълководец на деспот Георги.
Неговите синове Стефан и Димитър от Ягодина с 1200 бойци преминават през 1464 г., след покоряване на Смедеревското деспотство, на служба при унгарския крал Матияш Корвин. Заселват се в района на Тимишоара, Банат. Участват в редица военни кампании на унгарския крал.
Марко – син на Стефан, участва в битката при Мохач през 1526 година, а Анна Якшич – дъщеря на Стефан, е баба на първия руски цар Иван Грозни.
Якши са сред известните дарители на Хилендар.